# Бемизький район
Беми́зький райо́н — адміністративно-територіальна одиниця РРФСР в складі Удмуртської АО, а пізніше Удмуртської АРСР, що існувала з 9 березня 1935 року до 27 листопада 1956 року. Адміністративний центр — село Бемиж.
Район утворений 9 березня 1935 року при розукрупнені Граховського району на території колишньої Троцької волості (існувала в 1924-1929 роках).
Від початку до складу району входили 12 сільрад: Балдеєвська, Васильєвська, Верхньобемизька, Верхньоішецька, Вішурська, Кримсько-Слудська, Русько-Куюцька, Староаргобаська, Старобемизька, Старокармизька, Староятчинська та Удмурт-Сарамацька.
1941 року Вішурська сільрада перейменована в Нинецьку, Верхньоішецька сільрада — в Староаргабаську.
1954 року сільради були укрупнені:
- Бемизька — колишні Старобемизька та Старокармизька
- Васильєвська — колишні Васильєвська, Верхньобемизька та Каменногорська
- Кримсько-Слудська — колишні Кримсько-Слудська та Удмурт-Сарамацька
- Нинецька — без змін
- Староаргабаська — колишні Балдеєвська та Староаргабаська
- Староятчинська — колишні Русько-куюцька та Староятчинська

Постановою президії ВР Удмуртської АРСР від 23 листопада 1956 року та указом президії ВР РРФСР від 27 листопада 1956 року район був ліквідований, а його сільради відійшли до сусідніх районів — Кримсько-Слудська та Староятчинська сільради передані до складу Граховського району, Бемизька, Васильєвська та Староаргабаська сільради передані до складу Кізнерського району, нинецька сільрада передана до складу Можгинського району.